# ミュンヘン市電R形電車

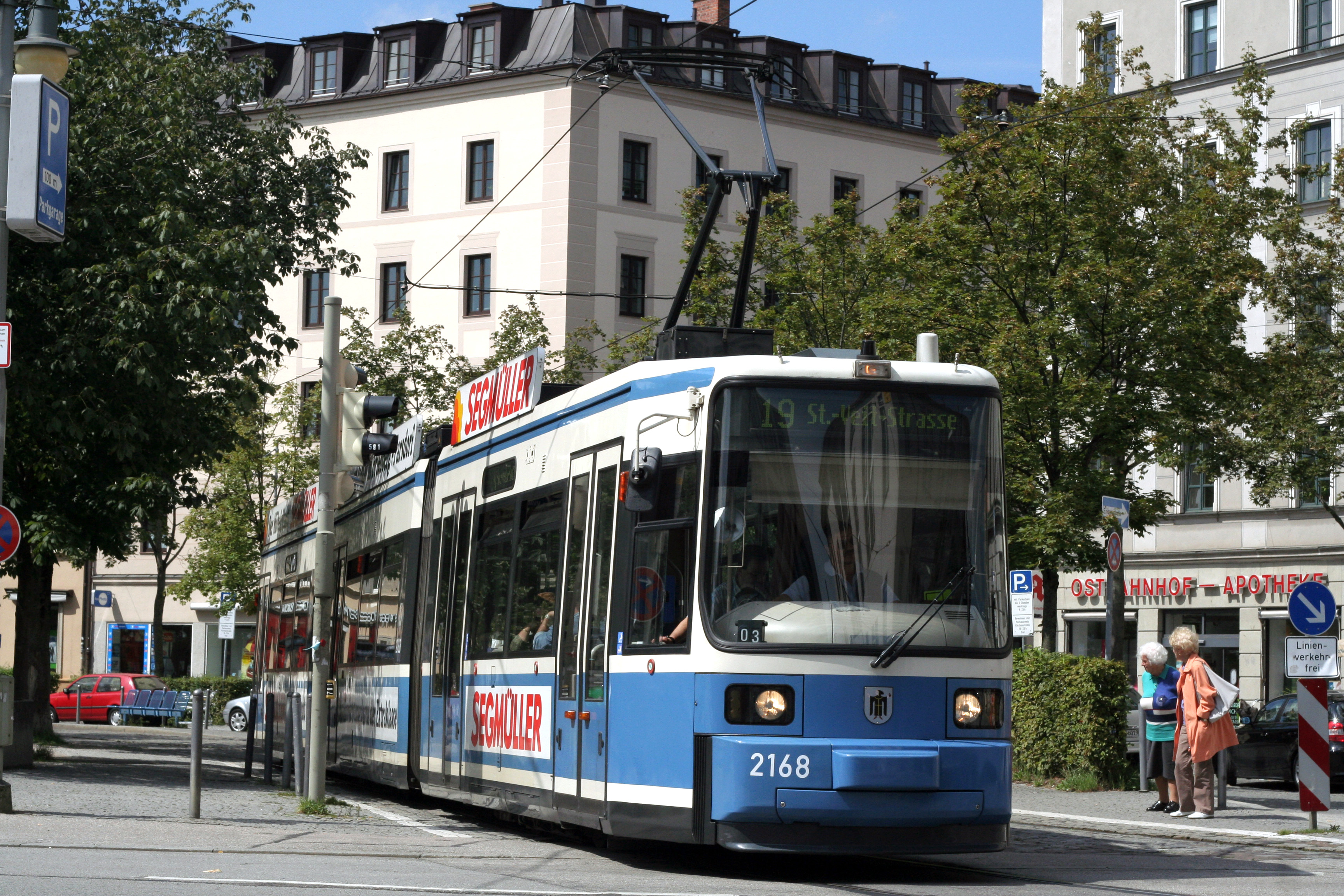
R2形（2007年撮影）

R形は、ドイツの都市・ミュンヘンの路面電車であるミュンヘン市電に導入された電車。同市電初の超低床電車として1991年から営業運転を開始し、以降2001年までに以下の形式が製造された。
- R1形 - 1990年から1991年にかけて製造された3車体連接式の試作車。
- R2形 - 1994年から1997年にかけて製造された3車体連接式の量産車。
- R3形 - 1999年から2001年にかけて製造された改良型車両。4車体連接車。

## R1形
1980年代以降、路線規模が縮小傾向にあったミュンヘン市電の存続に向けた動きが高まり、新型車両の導入を含めた近代化が模索されるようになった。その中で1988年、ミュンヘン市議会はドイツの機械メーカーであるMANに対し、超低床電車の試作車3両の発注を実施し、翌1990年にミュンヘン市電における22年ぶりの新造車両として納入が始まった。これがR1形で、「R1.1形」という形式名でも呼ばれた。
R1形は、日本では「ブレーメン形」とも呼ばれる、MANが開発した超低床電車の1形式である。各車体に車軸がない独立車輪方式の台車が設置された3車体連接車で、駆動方式は車体床下端部に搭載された主電動機からスプライン軸とかさ歯車を通して台車に動力を伝達するカルダン駆動方式が採用された。制御装置を始めとした電気機器は、低床構造を実現させるため屋根上に設置された。これらの電気機器は車両によって異なり、2701と2702はシーメンス製、2703はAEG製のものが用いられた。
1991年からミュンヘン市電初の超低床電車として営業運転を開始し、それ以降も実施された各種試験の結果も踏まえ、1992年にミュンヘン市議会は超低床電車の増備を決定した。その後、1995年に機器の故障で2701が運用を離脱し、残る2両についても次項で述べる量産車との構造上の差異から1997年に廃車された。2703については一時ニュルンベルクへ移送されたものの、1999年にスウェーデンのノーショーピング市電（ノーショーピング）へ全車とも譲渡され、路面電車の近代化に貢献した。だが、2015年に実施された昇圧（直流600 V→直流750 V）に関して機器が適合しなかったため、同年をもって営業運転を離脱した。

## R2形
試作車のR1形（R1.1形）の実績を受け、1992年に発注が実施された量産車で、「R2.2形」と呼ばれる事もある。基本的な構造はR1形に準拠しているが、車内や運転台のレイアウト変更、前面の行先表示機のドットマトリクス化、台車の軸配置の変更に伴う脱線の防止、主電動機の出力増加といった一部の設計・機器の変更が行われた。製造企業についてはMANの鉄道車両部門を買収したAEG、そのAEGとABBの鉄道部門が統合したアドトランツと、企業合併による変化が生じている。

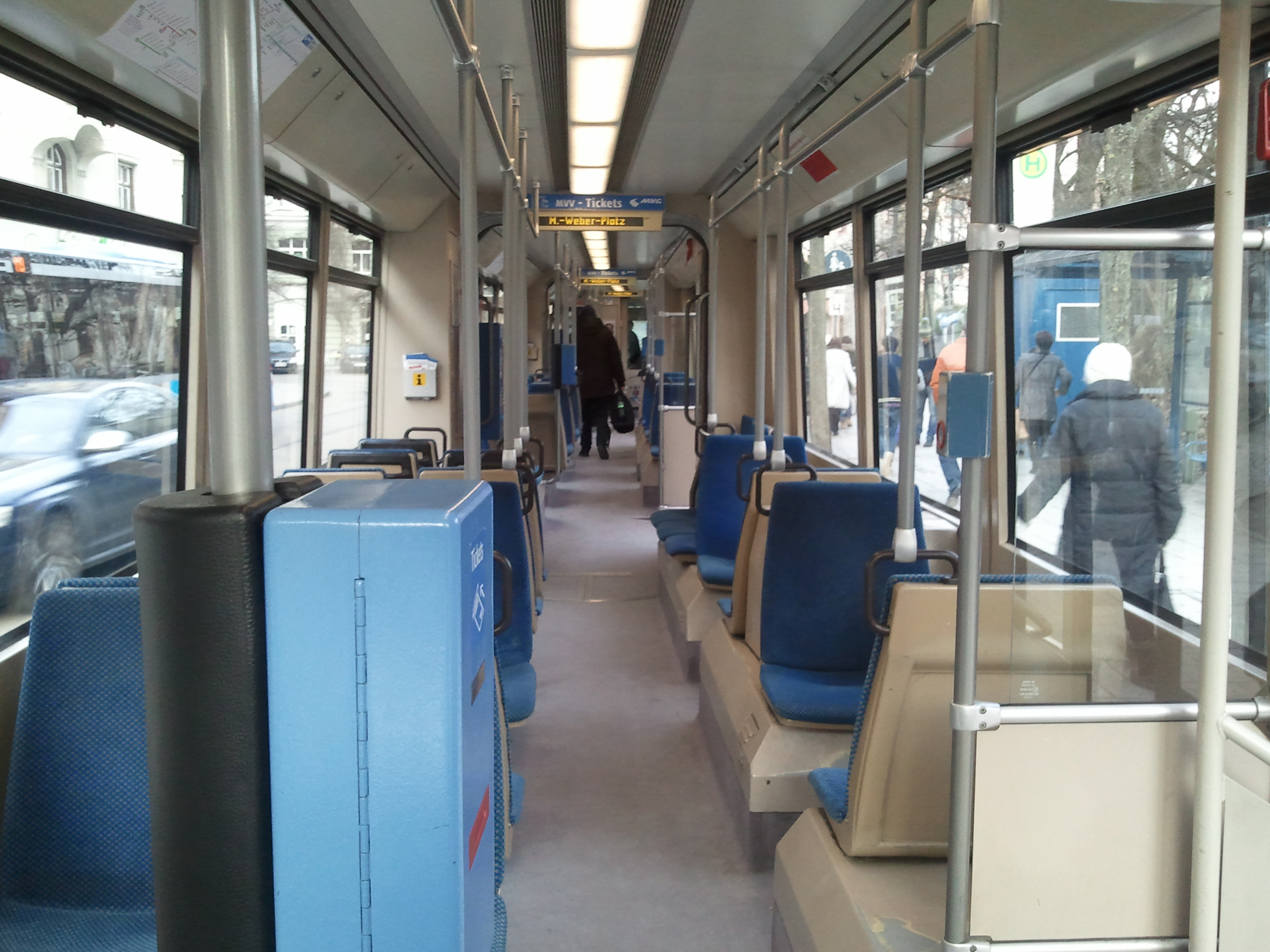
車内
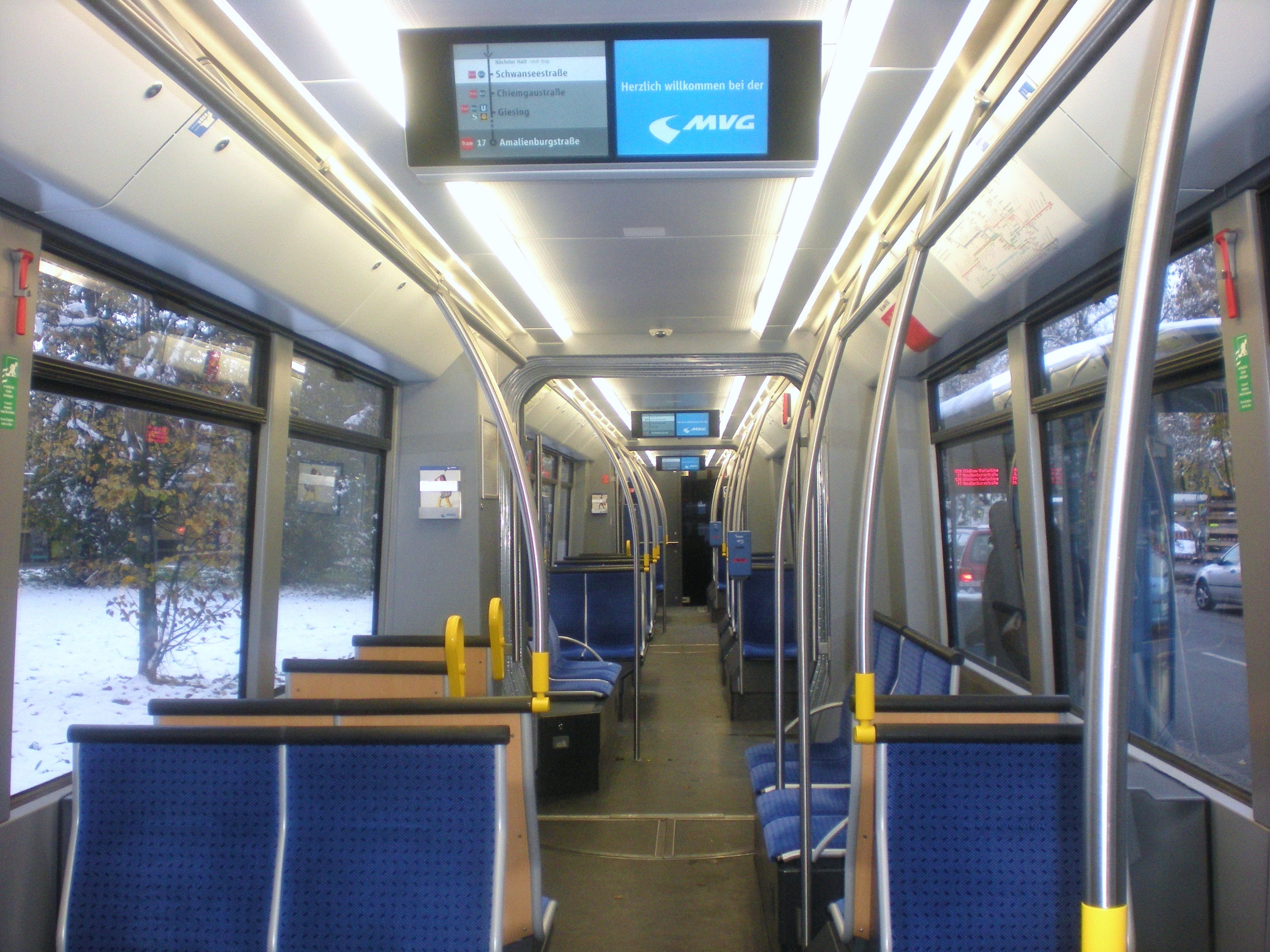
車内（更新車両）

営業運転は1995年から始まり、1997年までに発注した全70両の入線が完了した。これにより、老朽化が進んだ旧型3軸車のM形電車が営業運転を終了した。また、翌1998年以降R2形は全車ともアメリカの投資家グループへのリース（クロスボーダー・リース）が行われている。
その後、2009年にミュンヘン市電を運営するミュンヘン交通会社（MVG）は、シーメンスとライプツィヒ交通事業会社（LVB）の合弁会社であるIFTECに対し、R2形の更新工事を委託した。これは長期間の使用に伴う経年劣化が生じた個所の改修と今後15 - 20年間の使用を見据えた延命を兼ねたもので、改造工事はIFTFCが実施した入札を経てフォスロ・キーペが担当している。主要な改造箇所は以下の通り。
- 車体塗装の変更。次項で述べるR3形（R3.3形）と同様の、青地に灰色の帯、窓周り黒色という塗装が採用されている。
- 床面に使用されていた素材の交換。これにより遮音性が向上している。
- 車内各部に情報案内用のモニターや監視カメラを設置。
- 運転席に冷房装置を設置。
- 乗降扉（プラグドア）の形状変更。
- 車内レイアウトの変更による定員数やフリースペースの面積の増加。ただしその分座席数は減少している。

これらの更新が実施された車両は「R2b形」もしくは「R2.2b形」と呼ばれており、当初計画されていた50両に加えて2015年には5両の追加発注が行われ、前者は2011年から2014年、後者は2015年から2016年まで更新工事が実施されている。
2022年時点でR2形（R2.2形、R2.2b形）は事故で廃車された2両（2122、2141）を除く68両が在籍するが、同年以降の営業運転開始を予定しているTZ形（T4.8形）によって、更新対象から外れた初期車（2101 - 2113）および更新車両の一部が置き換えられる事になっている。

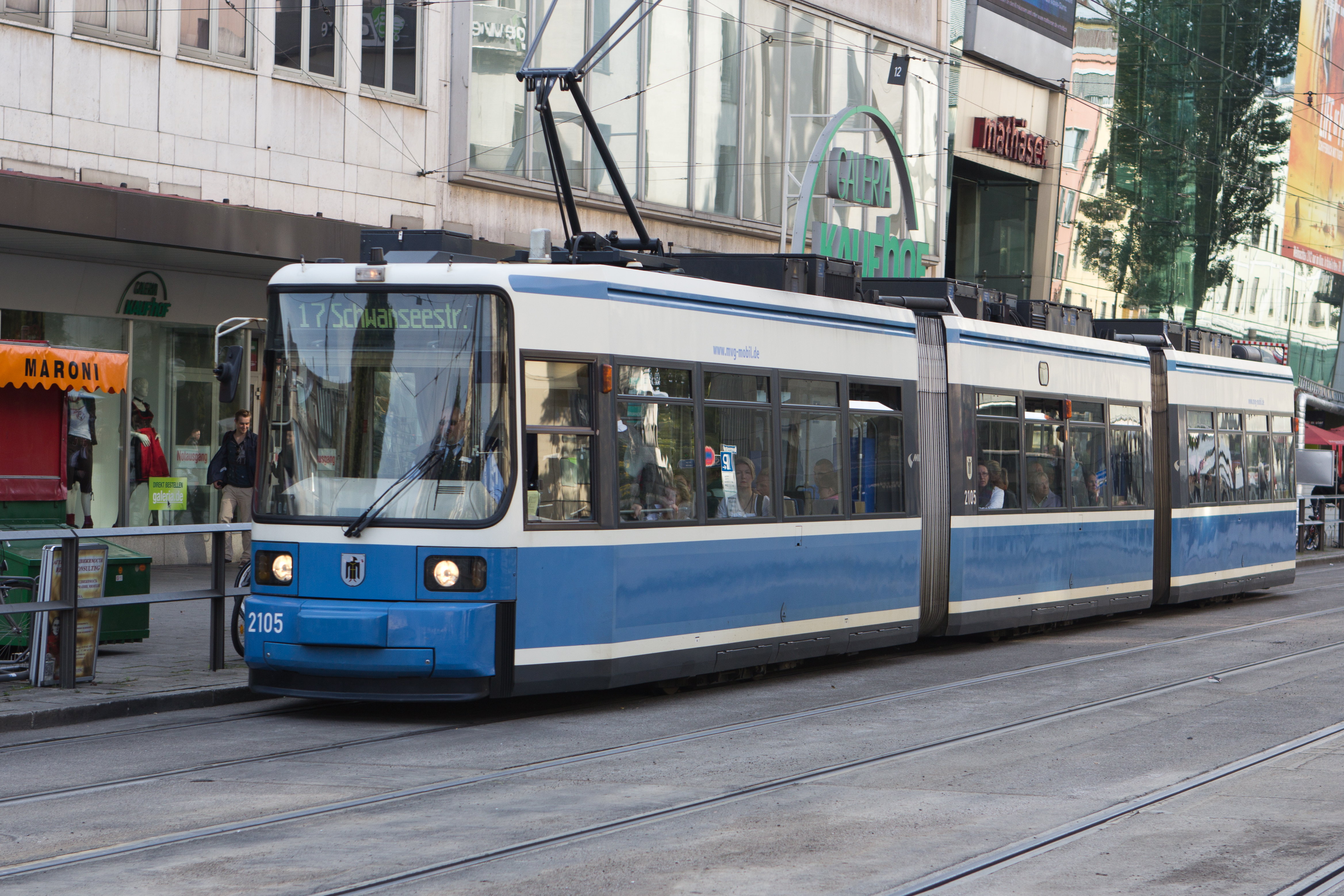
R2形（2105） （2012年撮影）
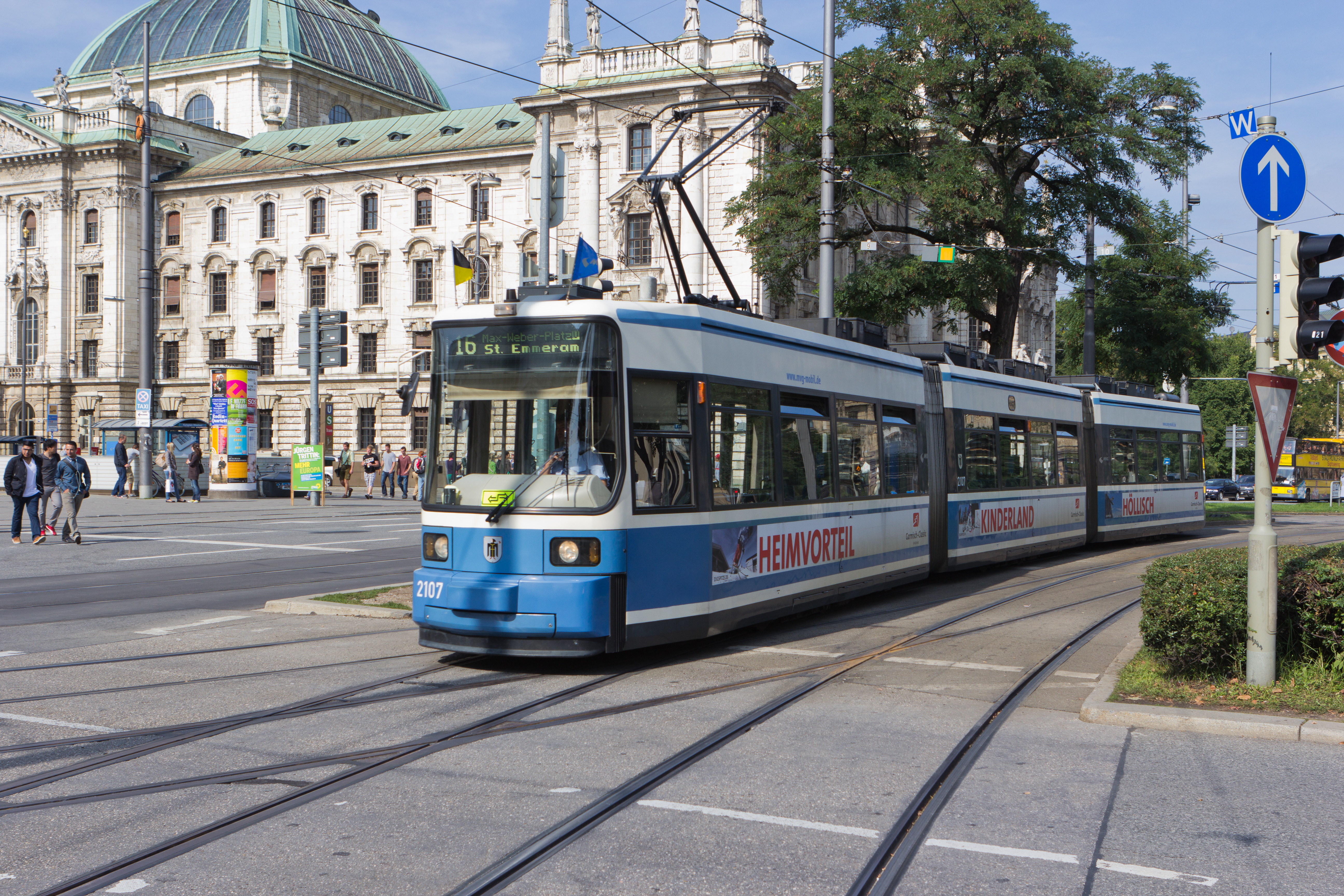
R2形（2107） （2012年撮影）
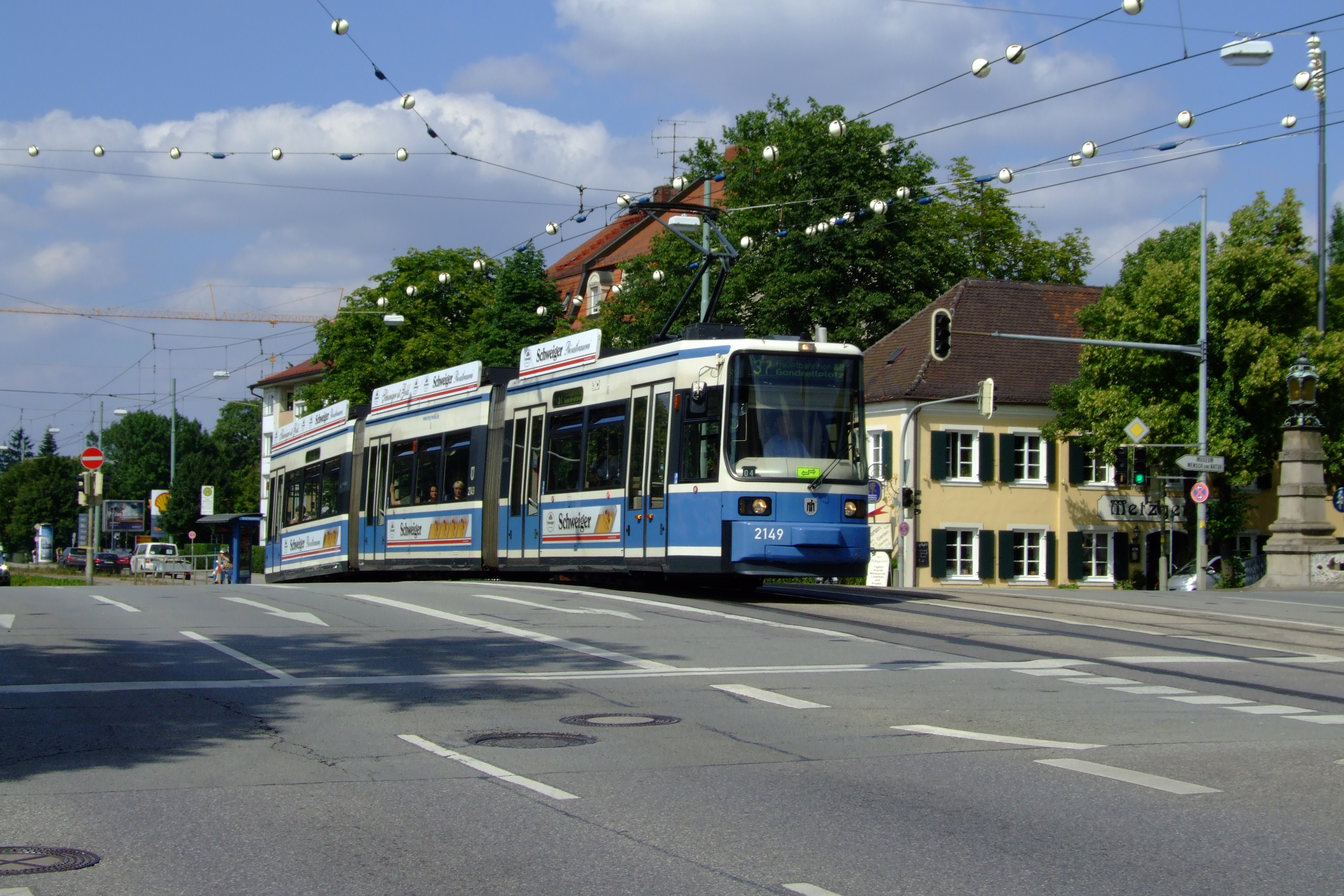
R2形（2149）
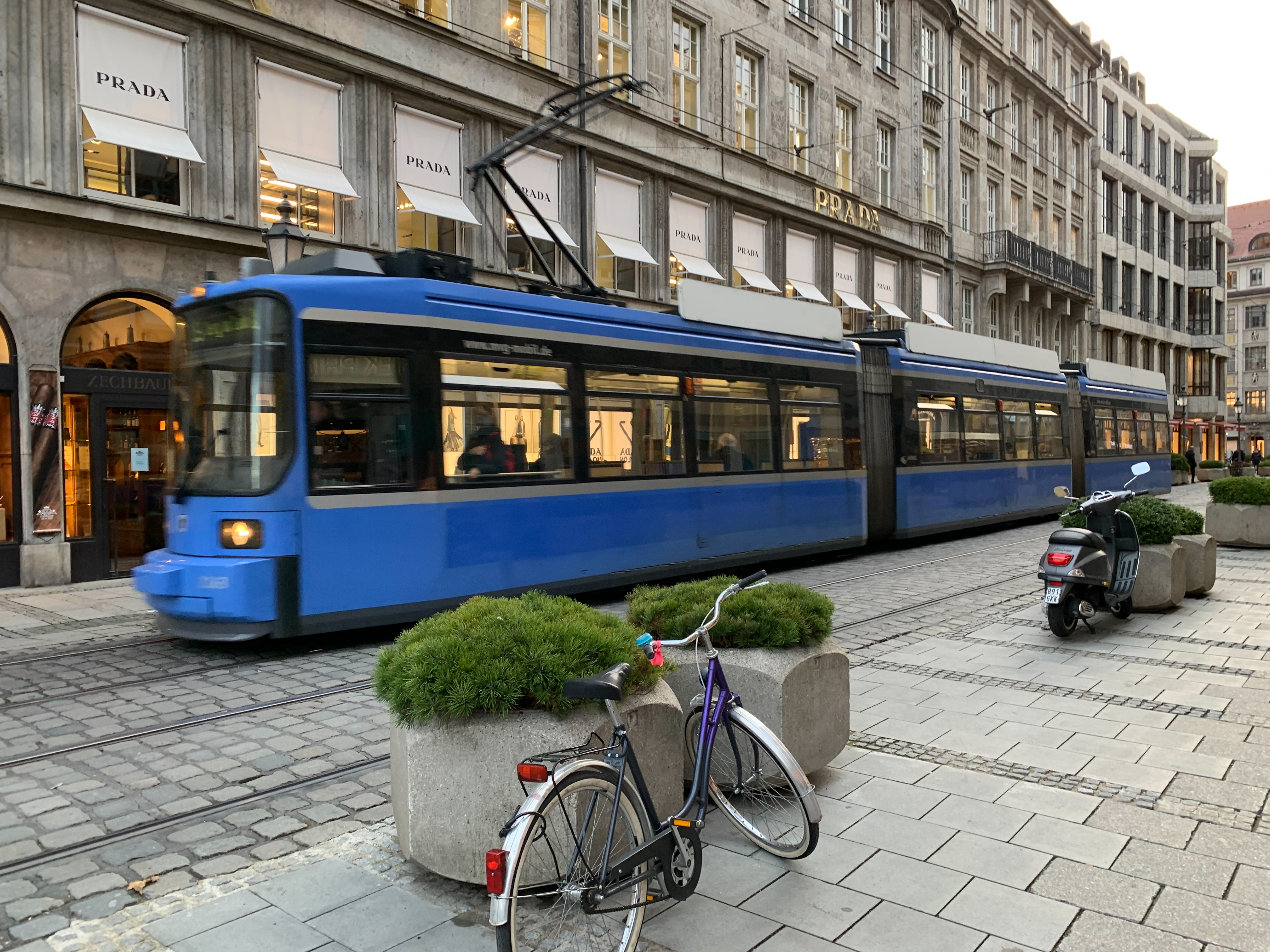
R2b形 （2020年撮影）
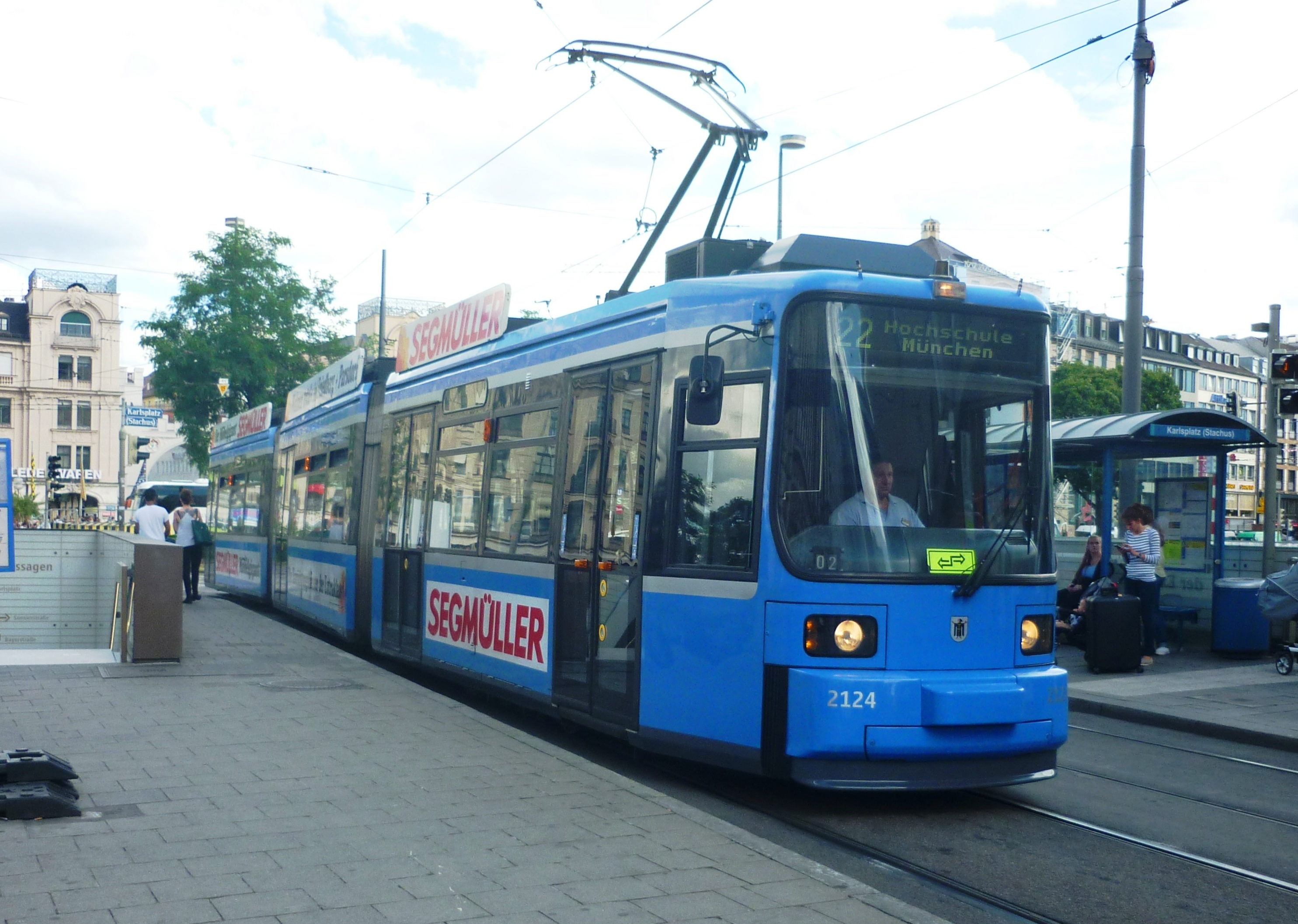
R2b形（2124） （2017年撮影）
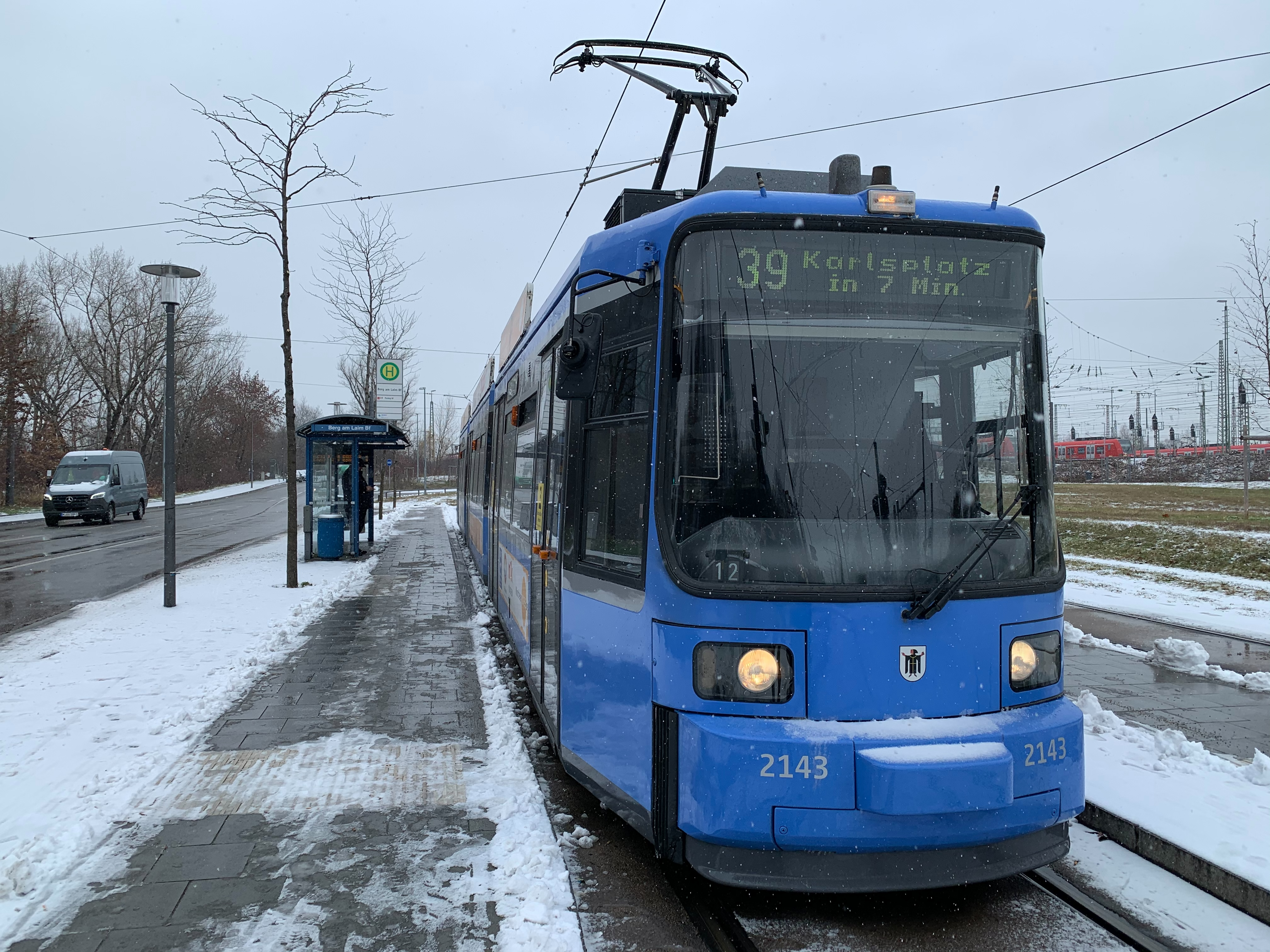
R2b形（2143） （2020年撮影）

## R3形
R2形に続く輸送力増強を目的に1999年から2001年にかけて導入が実施された4車体連接車で、「R3.3形」とも呼ばれている。R2形から車体デザインが変更され、前面は傾斜を帯びた形状となっている他、車体も軽量化のため複合アルミニウム素材が用いられている。塗装は従来の車両とは異なり「スバルブルー」と呼ばれる青地に灰色の帯（車体下部）、窓周りは黒色という塗装が採用されている。また、台車の固定軸距をR2形から広げると共に連接部分の構造を変更する事で前方2車体と後方2車体の自由度を高めており、急曲線走行時の先頭車体の揺れが解消されている。
当初は17両を導入する予定であったが、R1形の廃車に伴う都合から3両の追加発注が実施されており、2022年現在は20両が在籍する。

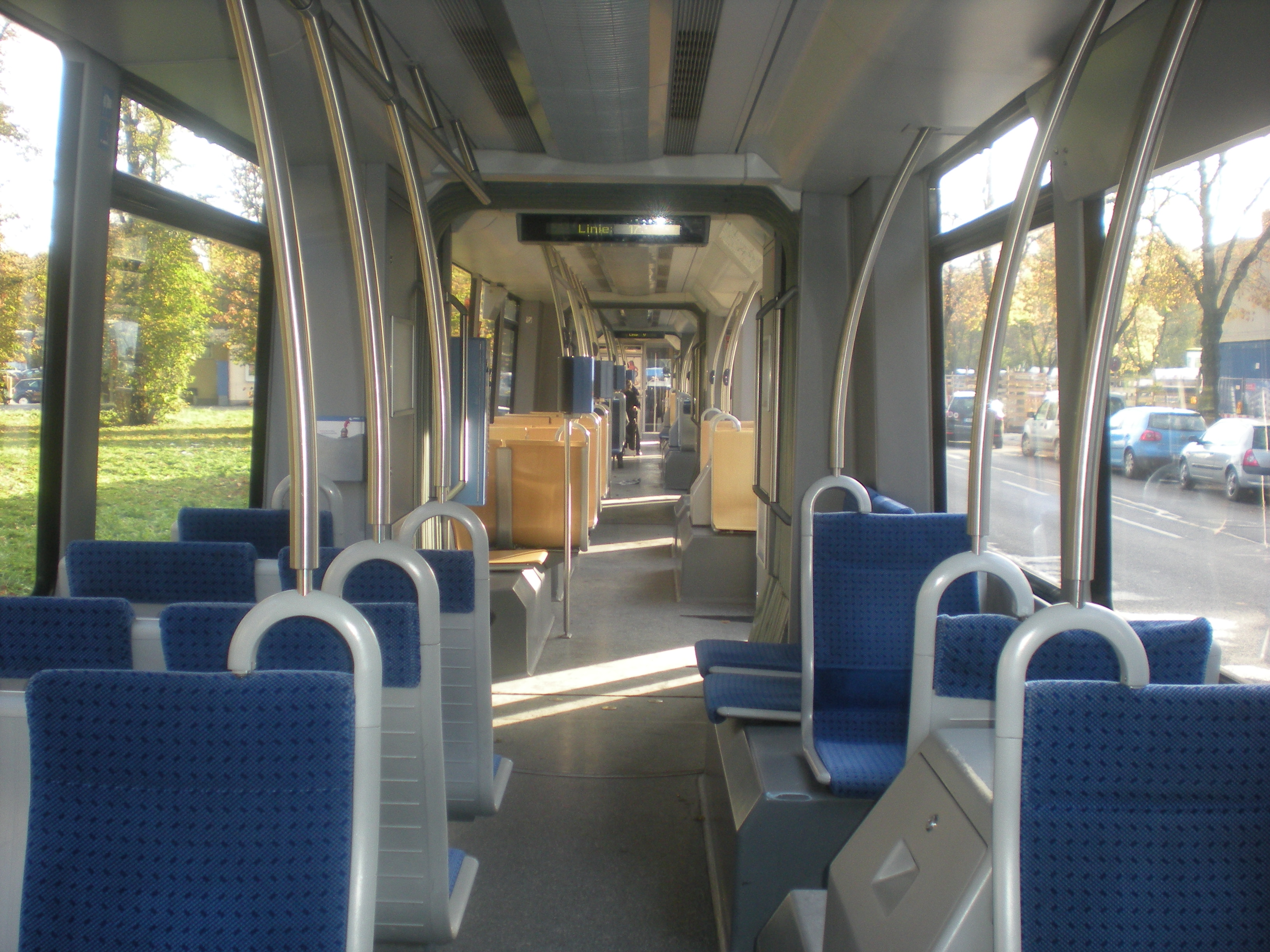
車内
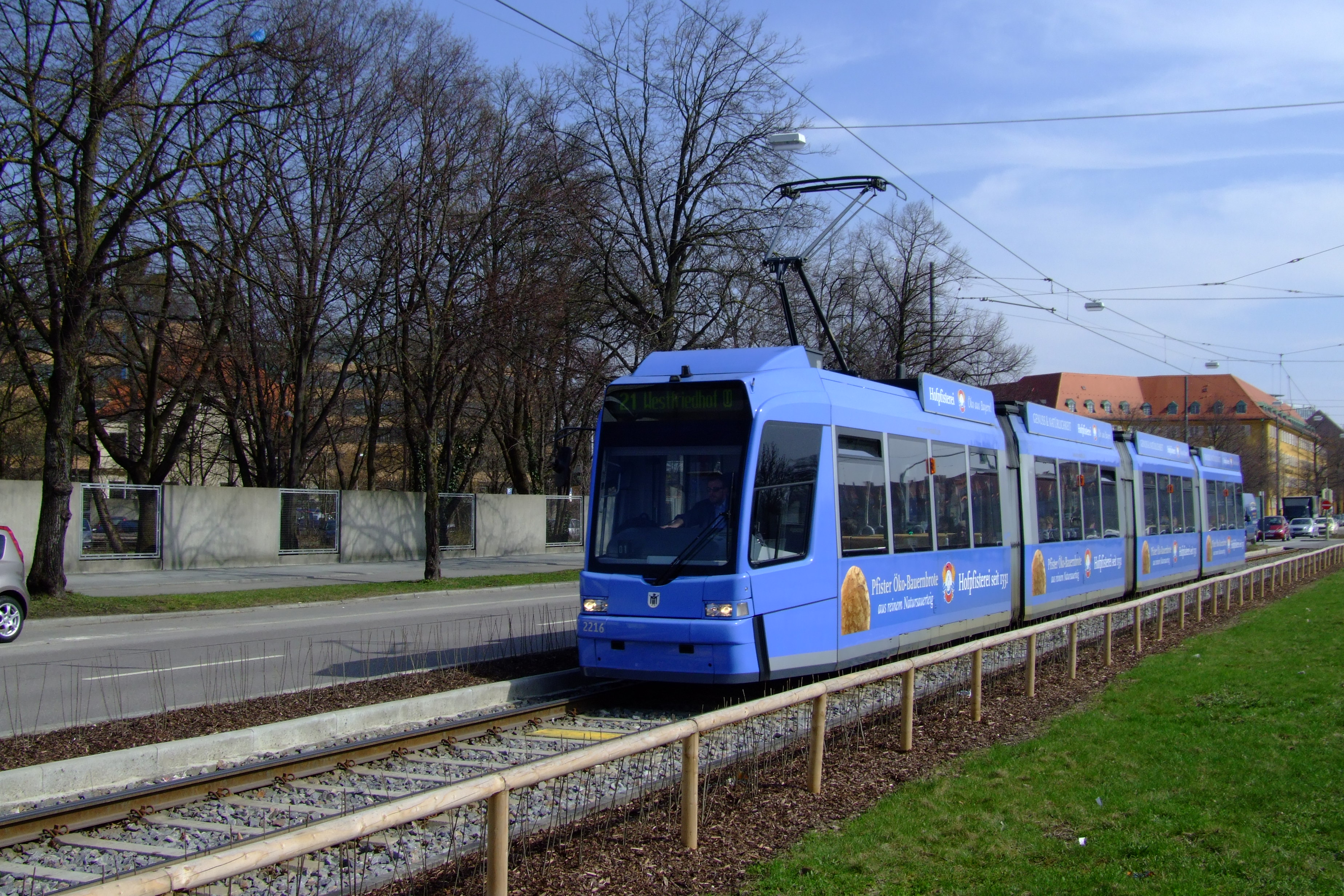
R3形（2216） （2009年撮影）
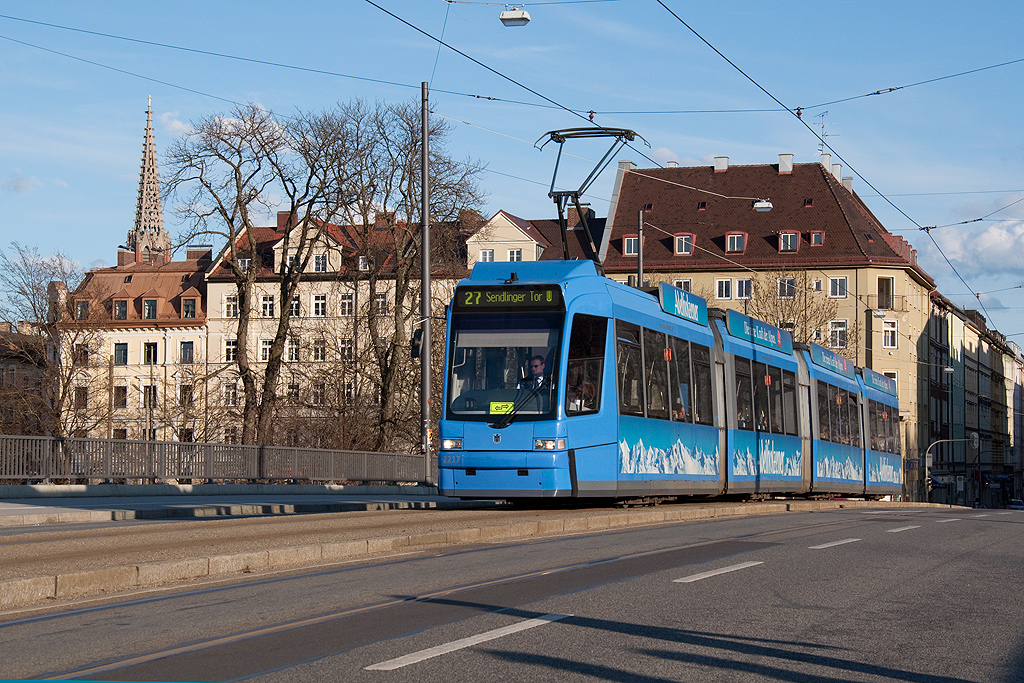
R3形（2217） （2010年撮影）